# De ongelukkige

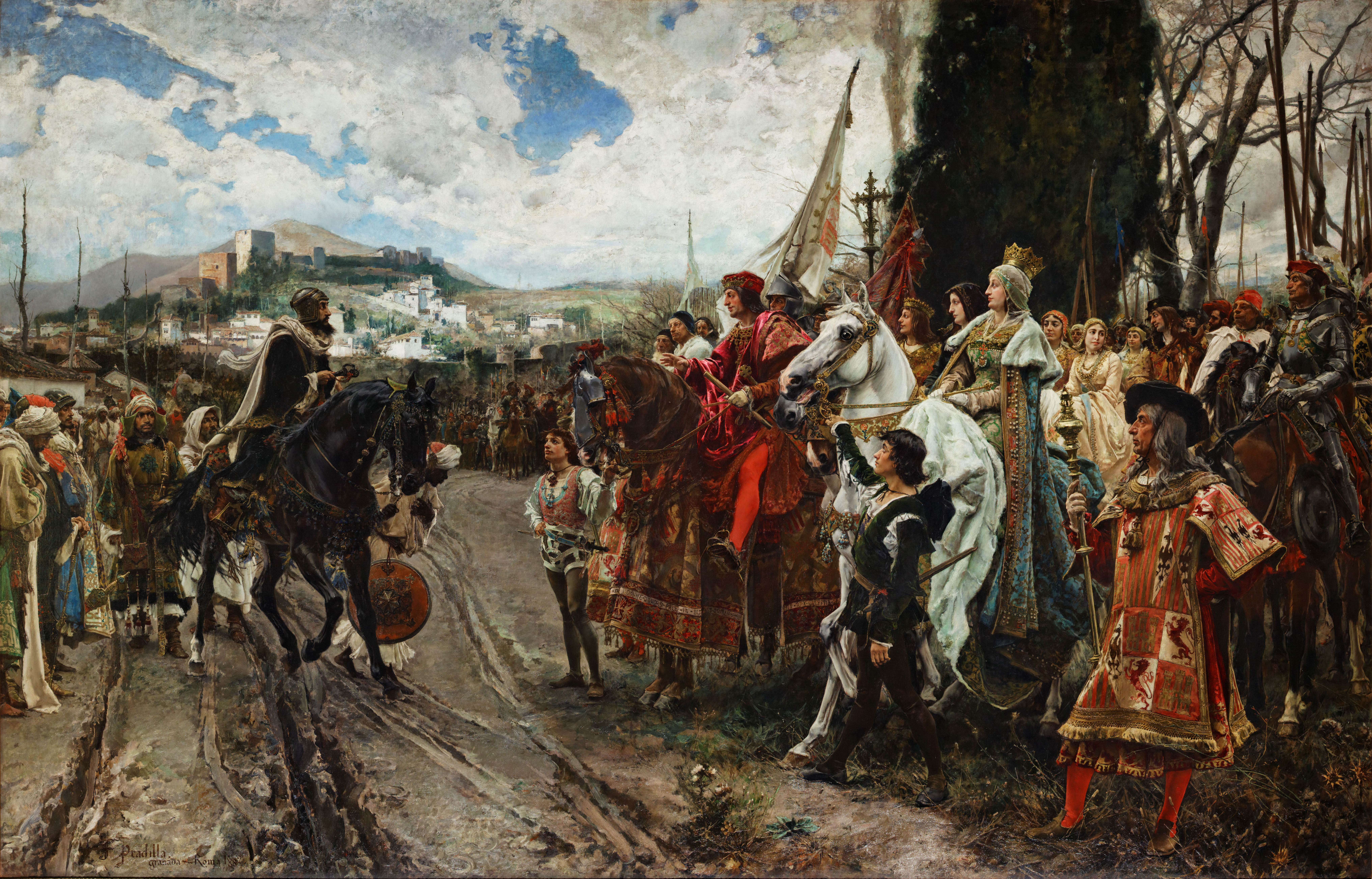
Overgave van Granada van F. Padilla. Links Mohammed Abu Abdallah en rechts Ferdinand en Isabella

De ongelukkige is een roman van Louis Couperus die voor het eerst in 1915 verscheen, maar niet bij zijn vaste uitgever L.J. Veen.

## Geschiedenis
In 1913 reisde het echtpaar Couperus met hun Italiaanse vriend Giulio Lodomez door Spanje en Noord-Afrika. Couperus schreef naar aanleiding daarvan verschillende feuilletons voor Het Vaderland, onder andere over Alhambra en Mohammed Abu Abdallah. Na zijn verdieping in die laatste persoon schreef hij zijn vaste uitgever Veen dat deze persoon "geheel en al" een roman inhield. Vervolgens begon hij ook daadwerkelijk aan een roman over die persoon, en voorpublicaties verschenen tussen 1913 en 1915 in Groot Nederland. Hij begon vervolgens ook gesprekken om de roman bij zijn uitgever L.J. Veen te laten verschijnen. Maar Couperus vond de door zijn uitgever geboden condities onvoldoende en begon te onderhandelen met de uitgevers Van Holkema & Warendorf. Die onderhandelingen werden succesvol afgerond waarna de roman in november 1915 bij hen verscheen.
Tijdens Couperus' leven verscheen er van deze roman slechts één druk, in zowel een gebonden als ingenaaide versie. In 1923, het jaar van Couperus' overlijden, verscheen een tweede druk.